# Warwick Parish

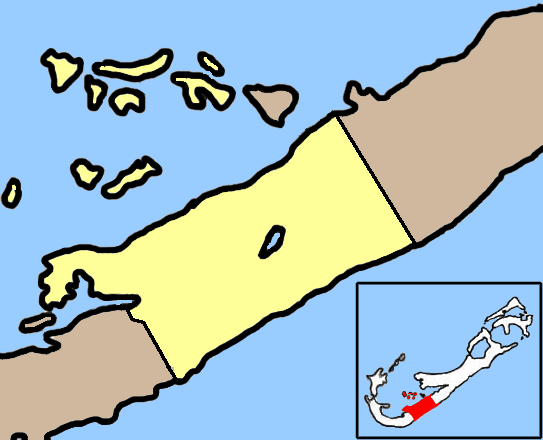
Lage des Warwick Parish innerhalb der Bermudas

Warwick Parish bezeichnet ein 5,7 km² großes Verwaltungsgebiet von Bermuda mit 9002 Einwohnern (2016).
Der in deutschsprachigen Staaten mit einem Landkreis vergleichbare Parish liegt im zentralen Süden der bermudischen Hauptinsel Grand Bermuda. Zum Verwaltungsbezirk zählen auch einige der Nordwestküste vorgelagerte Inseln im Great Sound. Warwick Parish grenzt südwestlich an den Southampton Parish und im Nordosten an den Paget Parish.
Das Verwaltungsgebiet ist nach dem englischen Admiral Robert Rich, 2. Earl of Warwick (1587–1658) benannt.